# Daredevil – A fenegyerek
A Daredevil – A fenegyerek (eredeti cím: Daredevil) 2003-ban bemutatott amerikai szuperhősös akciófilm, amelynek írója és rendezője Mark Steven Johnson. A történet a Marvel Comics Fenegyerek nevű képregényszereplőjéről készült, a főszerepet Ben Affleck (Matt Murdock) alakítja.

## Rövid történet
Matt egy vak ügyvéd, aki éjszakánként álarc mögé bújva harcol az igazságért az utcákon, nappal pedig a bíróságon.

## Cselekmény
|  | Alább a cselekmény részletei következnek! |

A fiatal Matt Murdock édesapjával, Jackkel (David Keith) él a Clinton negyedben, amely egy lerobbant negyede New Yorknak. Apja a legjobb bunyós, sorra kiüti ellenfeleit, K.O-val. Azt azonban minden erejével igyekszik elérni, hogy fia ne váljon olyanná, mint ő. Vágya, hogy orvos, vagy ügyvéd váljon az ifjúból. Matt tanul is elszántan, mert hisz az igazságban.
Egy nap, mikor meglátja apját, aki épp kifosztani igyekszik egy idős embert, elszalad elkeseredve. Ráébred, hogy apja pont olyan, mint akik ellen harcolni akar. Matt véletlenül beszalad egy munkagép elé, melynek vezetője elrántja a kormányt, ám így kiszakít egy vegyi anyaggal teli hordót, mely megvakítja Mattet. Matt a kórházban kibékül bűntudattal teli apjával és elhatározzák, hogy együtt harcolnak a szebb jövőért. Matt hamar észreveszi, hogy bár elvesztette látását, nem kell a vakság tragikus együtt járóival élnie. Rájön, hogy a radarösztön birtokába jutott. Reflexei, állóképessége, fizikai ereje a sokszorosára nőtt, melynek segítségével még háborgatóit is könnyedén leteríti. Matt folyamatosan fejleszti is képességét a tanulás mellett.
Egy nap Mattet szomorú csapás éri. Apját megölik, miután egy bundázott mérkőzésén veszítenie kellett volna, ám felállt és kiütötte ellenfelét. Matt elhatározza, hogy tartja ígéretét és az igazságot védelmezi bármi áron.
Évekkel később immár felnőttként (Ben Affleck) Matt egy tárgyaláson van, ahol Mr. Kesada perén vesz részt, akit nemi erőszakkal vádolnak. Az alvilági figura azonban jó alvilági kapcsolatainak köszönhetően szabadlábon távozik. Felmentették, ám Matt még aznap este felölti a Daredevil maskarát, vakpálcáját magához veszi, mely pillanatok alatt félelmetes fegyverré alakítható és beleveti magát az éjszakába. Megtalálja a célszemélyt egy szórakozóhelyen, átverekszi magát az ellenálló tömegen, Kesadát pedig végül egy metróállomáson a sínekre löki, majd az érkező szerelvény elgázolja. Matt később bűntudatot érez a gyilkosság miatt.
Mattnek egy ellensége is akad. A megszállott újságíró, Ben Urich, aki fel akarja fedni a "Fenegyerek" kilétét. Ír is azonnal sok cikket róla. Matt az Atyához megy, ahol meggyón a gyilkosságért. Az Atya le akarja beszélni a hősködésről, de nem jár sikerrel.
Wilson Fisk az alvilági vezér (Michael Clarke Duncan) felbérel egy félelmetes bérgyilkost, Célpontot (Colin Farrell), aki képes még egy mosogatószivacsból is halálos fegyvert készíteni.
Matt időközben megtalálja nagy szerelmét, Elektrát (Jennifer Garner), akivel nem indul ugyan túl fényesen az ismerkedés, később viszont egymásba szeretnek.
Elektra apja Nicholas Natchios (Erick Avari) a vezérnek dolgozik, ám nem hajlandó a piszkos játékokban résztvenni és ki akar szállni. A vezér válasza egyértelmű és célratörő. Natchiosék veszélyben lesznek. Egy nagy rendezvényen, ahol Elektra is megjelenik szépen kiöltözve és Mattel jól érzik magukat, Elektra apja, miután a vezér ultimátumot adott neki távozni készül. Ezt meglátva Elektra is vele tart és faggatni kezdi. Matt érzi, hogy baj van és felölti a ruhát, majd a menekülő limuzin után ered. Célpont, akit megbízott Fisk a piszkos melóval megtalálja a limuzint, amivel menekülnek és támadásba lendül. Az autó ütközik, így nem tud tovább haladni. Megjelenik Matt is és szembeszáll Célponttal, sajnos azonban Célpont egy óvatlan pillanatban megszerzi Matt botját és végez Natchiosszal. Elektra azt hiszi Daredevil a gyilkos és lőni kezd rá, de Matt elmenekül. Otthon mindent szétver elkeseredésében.
Célpont Fiskkel tárgyal és követeli, hogy Daredevil lekapcsolását ő rá bízza. Célpontnak ugyanis a megszállottságává vált Daredevil elkapása, élvezi, hogy méltó, nehéz ellenfélre talált, így ingyen is készen áll a feladatra. Fisk utasítja Elektra megölésére is.
Később Matt találkozik Urichkal, aki figyelmezteti, hogy Elektra bajban van. Matt elindul segíteni, ám a bosszúszomjas Elektra, aki apja temetésén bosszút esküdött rátámad és súlyosan megsebesíti. Amikor azonban leveszi a maszkját döbbenten látja ki is Daredevil, ezután már hisz neki és bocsánatáért esedezik. Hirtelen megjelenik Célpont, Elektra rátámad, de nem húzza sokáig. Célpont könnyűszerrel végez vele, a súlyosan sérült Matt nem tud segíteni. Ezek után a testileg és lelkileg is meggyötört Matt már a csak egyetlen élő személyhez megy, aki közel áll hozzá: az Atyához a templomba. Matt az Atya karjai között fekszik és bocsánatért esedezik. Célpont rátalál Mattre a templomban. Matt összeszedi magát, biztonságba küldi az Atyát, kéri, hogy hívja a rendőrséget. Matt ezután szembeszáll Célponttal. A férfi rájön, hogy Matt képességének hátránya, hogy a nagy hangzavar megbénítja, ezt kihasználva felül kerekedik és ledöfni készül egy rúddal, ám az addigra kiért rendőrök egyike átlövi Célpont kezét, aki ettől harcképtelenné válik. Matt kivágja az ablakon, Célpont pedig egyenesen Urich autóján landol. Matt elsüti a néhányszor már hallható poént "telibe!".
Matt ezután a vezérhez indul, hogy lerendezze végső harcát, fő ellenségével. Fisk egymaga akar szembenézni Daredevillel és elküldi az őröket. Eleinte úgy tűnik sikerül győzni Matt felett, de Matt összeszedi magát és egy jól megirányzott rúgással mindkét lábát eltöri Fisknek. Ekkora ott van a lehetőség előtte, hogy végezzen vele, de nem él a lehetőséggel, mert ő nem bűnöző, így megkíméli a vezér életét. Időközben a rendőrség már úton van. Fisk megy a rácsok mögé, Matt pedig folytatja elszánt küzdelmét az igazságért.
Ben Urichnak sikerül kinyomoznia Daredevil kilétét és meg is írja a cikket, de végül az emberség, a másik tiszteletben tartása felülkerekedik benne és kitörli a cikket. Nem kerül nyilvánosságra az ő részéről.
|  | Itt a vége a cselekmény részletezésének! |

## Szereplők
| Szerep                              | Színész               | Magyar hang         | Leírás |
| ----------------------------------- | --------------------- | ------------------- | --- |
| Fenegyerek / Matt Murdock           | Ben Affleck           | Görög László        | Ügyvéd, aki fiatalkorában megvakult egy biohulladékkal történt balesetben, amely drasztikusan felerősítette megmaradt érzékszerveit, és "szonár-érzéket" adott neki, amely lehetővé tette számára, hogy érzékelje a környezetét.                                                          |
| Elektra Natchios                    | Jennifer Garner       | Németh Borbála      | A milliárdos Nikolas Natchios lánya és Matt Murdock szerelme. Nagyon fiatalon szemtanúja volt édesanyja meggyilkolásának, és azóta apja a harcművészetekben képezte ki. |
| Célpont                             | Colin Farrell         | Kálloy Molnár Péter | Tökéletes pontossággal és mélyen gyökerező büszkeséggel rendelkező bérgyilkos, akit Vezér felbérel, hogy megölje Nikolas és Elektra Natchios-t, de amikor Fenegyerek belekeveredik, és emiatt nem találja el a célpontot, személyes bosszúhadjáratává teszi, hogy elintézze Fenegyereket. |
| Wilson Fisk / Vezér                 | Michael Clarke Duncan | Ujlaki Dénes        | Látszólag egy túlsúlyos cégvezető, de valójában ő az egyetlen ember, aki a szervezett bűnözést irányítja. Matt apjának gyilkosa, és ő a felelős Célpont felbérléséért, azzal a szándékkal, hogy a Natchios családot meggyilkolják.                                                        |
| Franklin "Foggy" Nelson, Matt társa | Jon Favreau           | Besenczi Árpád      | Matt Murdock jogi partnere és legjobb barátja. |
| Ben Urich                           | Joe Pantoliano        | Szirtes Gábor       | Egy oknyomozó újságíró, akinek cikkei elsősorban a Fenegyerekhez és a Vezérhez kapcsolódnak. |
| Jack Murdock, Matt apja             | David Keith           | Mihályi Győző       | Matt Murdock apja, bokszoló, akit Vezér meggyilkol, amikor nem vállalja a vereséget egy bunyó miatt. |
| Wesley Owen Welch                   | Leland Orser          | Magyar Attila       | Wilson Fisk kettes számú embere, de nem szívesen vesz részt a Vezér tevékenységében. |
| Nick Manolis nyomozó                | Lennie Loftin         | Harmath Imre        | New York-i rendőr, aki szerint Fenegyerek városi legenda. |
| Nicholas Natchios                   | Erick Avari           | Dengyel Iván        | Elektra apja, akit Célpont a Vezér megbízásából meggyilkolt. |
| Karen Page                          | Ellen Pompeo          | Agócs Judit         | Titkárnő Matt Murdock és Franklin Nelson ügyvédi irodájában. |
| Everett atya                        | Derrick O’Connor      | Tolnai Miklós       | Matt Murdock helyi templomának papja, ahová néha elmegy vigasztalódni. |
| Idős férfi a kereszteződésben       | Stan Lee              | Nem szólal meg      | Idős férfi a kereszteződésben |
| Férfi tollal a fejében              | Frank Miller          | Nem szólal meg      | Férfi tollal a fejében |
| Jack Kirby                          | Kevin Smith           | Sótonyi Gábor       | Törvényszéki asszisztens. |
| Joe Quesada                         | Paul Ben-Victor       | Sztarenki Pál       | Bűnöző, Fenegyerek vadászik rá. |
| Eddie Fallon                        | Mark Margolis         | Dobránszky Zoltán   | Maffiózó, aki egykor bérgyilkosként alkalmazta Fisket. |

## Fogadtatás
A film számos jelölés mellett négy filmes díjat tudhat magának: BMI Film Music Award, MTV Movie Awards, Razzie Award és Teen Choice Award.
A kritikusoktól vegyes vélemények kerültek ki. A Rotten Tomatoes filmkritikákat gyűjtő weboldalon 44%-ra értékelték a filmet, a Metacritic 42 pontot adott. Roger Ebert filmkritikus négyből három csillagot adott a Daredevil filmnek és jónak értékelte, bár bírálta a szinte klisés szuperhős hátteret. Véleménye szerint Ben Affleck és Jennifer Garner megfelelően alakították szerepeiket, és Michael Clarke Duncan alakítása önmagában is elég fenyegető volt az ellenség szerepében. A Houston Chronicle kritikusa az eddigi legjobb Marvel-filmnek tartja a produkciót, az Austin Chronicle cikkírója dicséri a filmet, a színészeket, a rendezőt is.
Kim Newman az Empire Magazinetól ötből három csillagot adott a filmnek, véleménye szerint a nézőknek jobban tetszenek a karakterek, mint maga a történet, de elég sok erőteljes jelenete van a produkciónak, melyek biztosítják a nézettséget. A Guardian szerint a filmnek vannak nem túl meggyőző pillanatai, de élvezhetőbb volt, mint a Pókember, és volt olyan komor, mint a Batman.
Elvis Mitchell a The New York Times kritikusa másodosztályúnak és közönségesnek értékelte a filmet, míg a New York Post szerint erőltetett képregényfilm, amely olyan néma, mint a hőse.

## Filmzene
1. Hoobastank – "Right Before Your Eyes"
2. Seether – "Hang On"
3. Nickelback – "Learn the Hard Way"
4. Moby – "Evening Rain"
5. N.E.R.D feat. Lee Harvey és Vita – "Lapdance"
6. Dara Shindler – "Faraway"
7. House of Pain – "Top o' the Morning to Ya"
8. BOYSETSFIRE – "Release the Dogs"
9. Boogle – "Stay Up"
10. The Calling – "For You"
11. "Dinner Jazz"
12. "Tears After Midnight"
13. "Sweet Brown Eyes"
14. Drowning Pool feat. Rob Zombie – "The Man Without Fear"
15. Evanescence – "My Immortal"
16. Nappy Roots feat. Marcos Curiel of P.O.D. – "Right Now"
17. Evanescence feat. Paul McCoy of 12 Stones – "Bring Me to Life"
18. Saliva – "Bleed for Me"
19. Fuel – "Won't Back Down"
20. Revis – "Caught in the Rain"

## Díjak, jelölések
| Év   | Díj                                                  | Kategória                                     | Jelölt                                                | Eredmény |
| ---- | ---------------------------------------------------- | --------------------------------------------- | ----------------------------------------------------- | -------- |
| 2010 | Razzie Award                                         | Az évtized legrosszabb színésze               | Ben Affleck                                           | Jelölve  |
| 2004 | Razzie Award                                         | Legrosszabb színész                           | Ben Affleck                                           | Elnyerte |
| 2004 | Hollywood Makeup Artist and Hair Stylist Guild Award | Legjobb kortárs smink                         | Deborah La Mia Denaver John E. Jackson Cinzia Zanetti | Jelölve  |
| 2004 | MTV Movie Award, Mexikó                              | Legjobb Colin Farrell film                    | Colin Farrell                                         | Jelölve  |
| 2004 | MTV Movie Award, Mexikó                              | Legszexisebb hős                              | Ben Affleck                                           | Jelölve  |
| 2003 | BMI Film Music Award                                 |                                               | Graeme Revell                                         | Elnyerte |
| 2003 | Golden Trailer                                       | Legjobb akció                                 |                                                       | Jelölve  |
| 2003 | MTV Movie Award                                      | Áttörő női alakítás                           | Jennifer Garner                                       | Elnyerte |
| 2003 | MTV Movie Award                                      | Legjobb csók                                  | Ben Affleck Jennifer Garner                           | Jelölve  |
| 2003 | MTV Movie Award                                      | Legjobb gonosz                                | Colin Farrell                                         | Jelölve  |
| 2003 | Teen Choice Awards                                   | Choice Movie Villain                          | Colin Farrell                                         | Elnyerte |
| 2003 | Teen Choice Awards                                   | Choice Movie – Drama/Action Adventure         |                                                       | Jelölve  |
| 2003 | Teen Choice Awards                                   | Choice Movie Actor – Drama/Action Adventure   | Ben Affleck                                           | Jelölve  |
| 2003 | Teen Choice Awards                                   | Choice Movie Actor – Drama/Action Adventure   | Colin Farrell                                         | Jelölve  |
| 2003 | Teen Choice Awards                                   | Choice Movie Actress – Drama/Action Adventure | Jennifer Garner                                       | Jelölve  |
| 2003 | Teen Choice Awards                                   | Choice Movie Breakout Star – Female           | Jennifer Garner                                       | Jelölve  |
| 2003 | Teen Choice Awards                                   | Choice Movie Breakout Star – Male             | Colin Farrell                                         | Jelölve  |
| 2003 | Teen Choice Awards                                   | Choice Movie Chemistry                        | Ben Affleck Jennifer Garner                           | Jelölve  |
| 2003 | Teen Choice Awards                                   | Choice Movie Fight/Action Sequence            |                                                       | Jelölve  |